# Pfarrhaus (Klosterseeon)

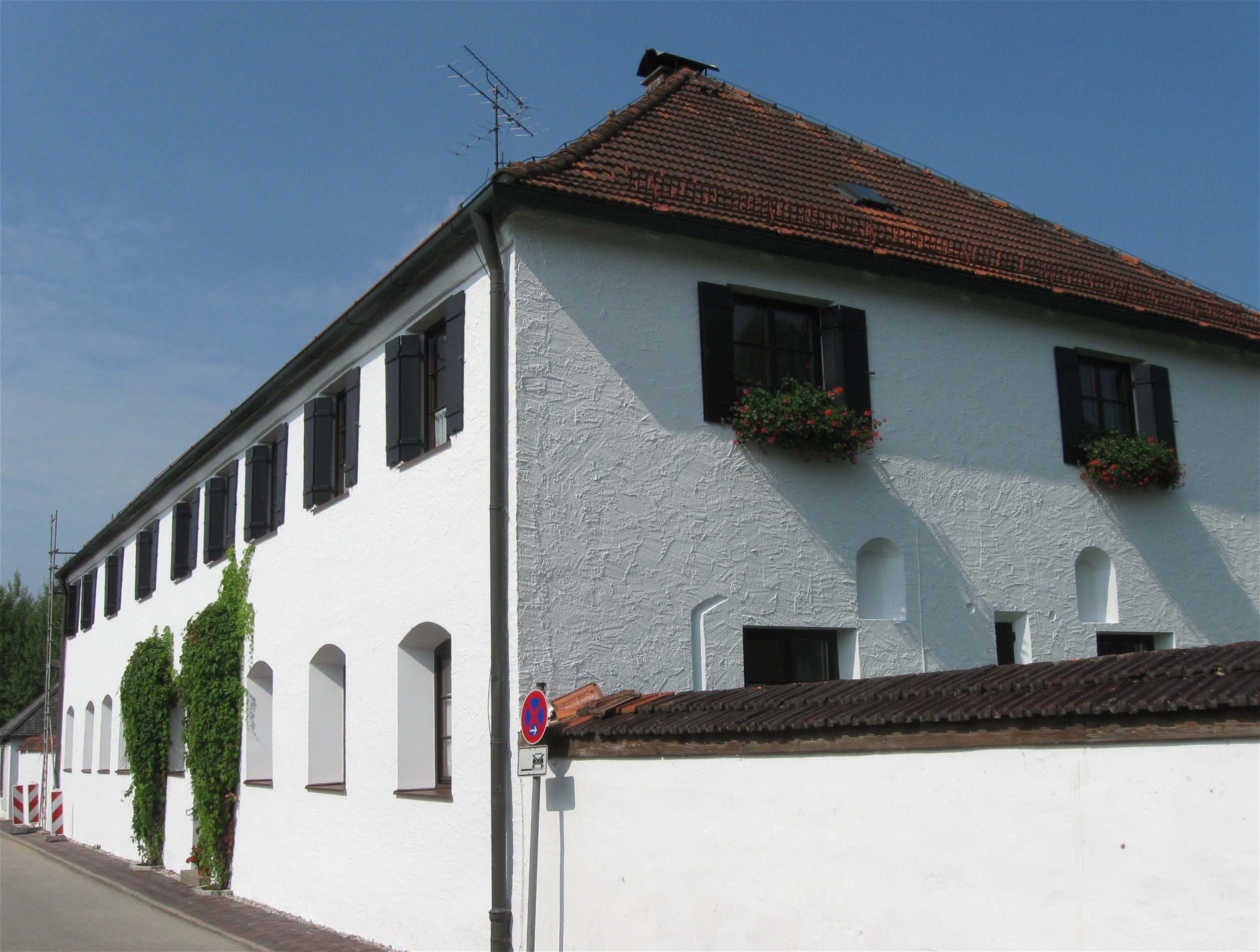
Pfarrhaus in Klosterseeon

Das Pfarrhaus in Klosterseeon, einem Gemeindeteil von Seeon-Seebruck im oberbayerischen Landkreis Traunstein, wurde im Kern spätmittelalterlich errichtet. Das ehemalige Hofrichterhaus des Klosters Seeon und heutige Pfarrhaus am Klosterweg 14 ist ein geschütztes Baudenkmal.
Der lang gestreckte, zweigeschossige Putzbau mit Walmdach wurde barockzeitlich und im 19. Jahrhundert überformt.